# Albert Pürsten

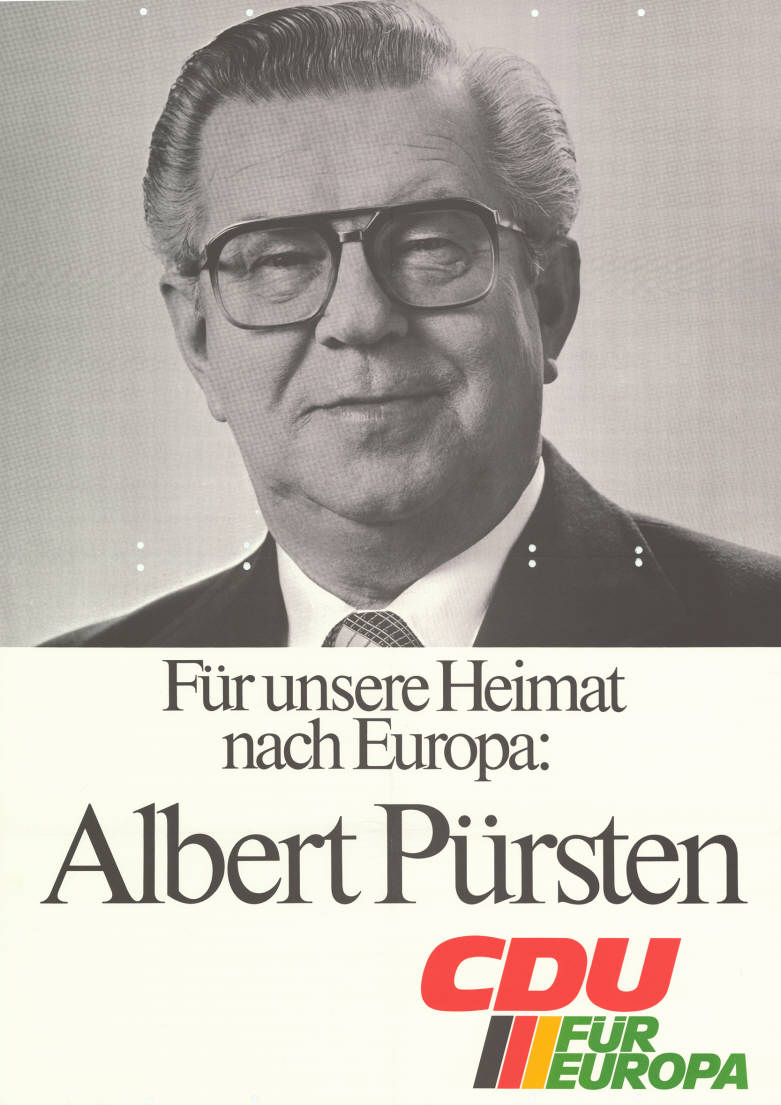
Kandidatenplakat zur Europawahl 1979

Albert Pürsten (* 20. Februar 1923 in Meuselwitz; † 10. Juni 1980 in Minden) war ein deutscher Politiker und Landtagsabgeordneter (CDU).

## Leben
Nach dem Besuch der Volksschule und des Gymnasiums bestand er 1941 die Abiturprüfung. Nach dem Kriegsdienst als Offizier der Luftwaffe und Rückkehr aus der Gefangenschaft studierte Pürsten ab 1947 an der Pädagogischen Akademie Wuppertal. 1949 beendete er das Studium mit der Prüfung für das Lehramt an Volksschulen. Nach kurzzeitiger sozialpädagogischer Tätigkeit war er von 1950 bis 1975 Lehrer an der Volks- und Hauptschule in Espelkamp.
Der CDU gehörte Pürsten seit 1952 an. Er war von 1953 bis 1958 Vorsitzender der Jungen Union im Kreis Lübbecke, von 1957 bis 1962 JU-Bezirkssprecher und von 1958 bis 1962 stellvertretender Landesvorsitzender der JU Westfalen-Lippe. Ab 1961 war er Mitglied des Landesvorstandes und ab 1971 stellvertretender Landesvorsitzender der CDU Westfalen-Lippe. Zudem war er Vorsitzender der CDU Ostwestfalen-Lippe, Vorsitzender des Evangelischen Arbeitskreises der CDU Westfalen-Lippe und ab 1968 Mitglied des Präsidiums der CDU Nordrhein-Westfalen.
Vom 21. Juli 1958 bis zum 28. Mai 1980 war Pürsten Mitglied des Landtags des Landes Nordrhein-Westfalen. Er wurde jeweils über die Landesliste gewählt. Im Landtag war er von 1966 bis 1970 Vorsitzender und von 1975 stellvertretender Vorsitzender des Sportausschusses. Von 1966 bis 1980 war er stellvertretender Fraktionsvorsitzender der CDU-Fraktion.
Vom 10. Juni 1979 bis zu seinem Tod am 10. Juni 1980 war Pürsten Abgeordneter des Europäischen Parlaments.

## Ehrungen
- 1969 Großes Verdienstkreuz der Bundesrepublik Deutschland
- 1980 Großes Verdienstkreuz mit Stern der Bundesrepublik Deutschland
- In Espelkamp wurde das Albert-Pürsten-Stadion nach ihm benannt.